# كارين أولان
كارين فرانسيس أولان (بالإنجليزية: Karen Frances Ulane)‏ (من مواليد 10 ديسمبر 1941 - تُوفيت في 22 مايو 1989) وهي طيارة أمريكية.

## حياتها وعملها
ولدت كارين في شيكاغو بولاية إلينوي وتخرجت من جامعة سانت اغناطيوس الإعدادية. انضمت كارين إلى القوات البرية للولايات المتحدة وطارت في بعثات قتالية في حرب فيتنام من 1964 إلى 1968 ، ثم أصبحت طيارة لخطوط إيسترن الجوية. وبعد عملها مع شركة إيسترن إيرلاينز، انتقلت كارين من كينيث إلى كارين فرانسيس في أبريل 1980.
قدم النائب الأول لرئيس عمليات الطيران، خطابًا بإنهاء خدمتها في 24 أبريل 1981 حيث جاء فيه: «بعد العملية التي خضعت لها ستجعل كل من في طاقم الطيران سيتجنبها ومن الضرورى في مهنة كهذه تحقيق أعلى درجة من السلامة».
قدمت كارين تهمة التمييز للجنة تكافؤ فرص العمل التي أدت إلى دعوى مدنية ضد شركة إيسترن إيرلاينز، على الرغم من أنها فازت بالقضية ضد إيسترن إلا أنها ألغيت في الاستئناف في محكمة الاستئناف الأمريكية للدائرة السابعة.
توفيت كارين في تحطم طائرة دوغلاس دي سي-3 والتي كانت تقودها في رحلة تدريبية، على بعد حوالي خمسة أميال من جنوب غرب ديكالب، إلينوي في 22 مايو 1989. كما توفي اثنان آخران في الحادث.

## وصلات خارجية
- Ulane v. Eastern Airlines via Transgender Law and Policy site
- Karen F. Ulane Memorial via Experimental Aircraft Association